# 川崎町立川崎中学校 (福岡県)
川崎町立川崎中学校（かわさきちょうりつかわさきちゅうがっこう）は、福岡県田川郡川崎町にある公立中学校である。

## 沿革
- 1949年（昭和24年） - 開校。
- 2020年（令和2年）4月7日 - 川崎町立の3中学校（川崎、鷹峰、池尻）を統合し、新たな川崎町立川崎中学校として運営されている[1]。

## 統合計画
- 合併されると共に旧校舎を解体し、新校舎を建設された[2]。
- 車両についての問題は学校周辺に駐車場が設置されている。